# جنی موریس (بازیکن هاکی روی چمن)
جنی موریس (انگلیسی: Jenn Morris؛ زادهٔ ۲۰ سپتامبر ۱۹۷۲) بازیکن هاکی روی چمن اهل استرالیا است.
وی در مسابقات کشوری و بین‌المللی در مجموع برندهٔ ۶ مدال طلا، ۱ مدال برنز شده‌ که دو مدال طلای آن مربوط به بازی‌های هاکی زنان در المپیک تابستانی 1996 و 2000 است. قد وی 172 سانتی متر و وزنش 69 کیلوگرم است. 